# Acanthoprocta
Genre
Synonymes
- Parapachylus Roewer, 1913

Acanthoprocta est un genre d'opilions laniatores de la famille des Gonyleptidae.

## Distribution
Les espèces de ce genre sont endémiques  du Chili.

## Liste des espèces
Selon World Catalogue of Opiliones (29/08/2021) :
- Acanthoprocta conica Maury, 1991
- Acanthoprocta pustulata Loman, 1899

## Publication originale
- Loman, 1899  : « Die Opilioniden der Sammlung Plate. » Zoologische Jahrbücher, Supplement 5, Fauna Chilensis, Zweiter Band, p. 1–14.